# Universitatea din Pavia
Universitatea din Pavia (în italiană Università degli Studi di Pavia, UNIPV sau Università di Pavia; în latină Alma Ticinensis Universitas) este o universitate situată în Pavia, Lombardia, Italia. A fost fondată în 1361, numărându-se printre cele mai vechi universități din lume. În prezent are treisprezece facultăți și face parte din Grupul Coimbra (o asociație de universități europene cu o tradiție îndelungată de activitate și de un înalt standard internațional).

## Istoric

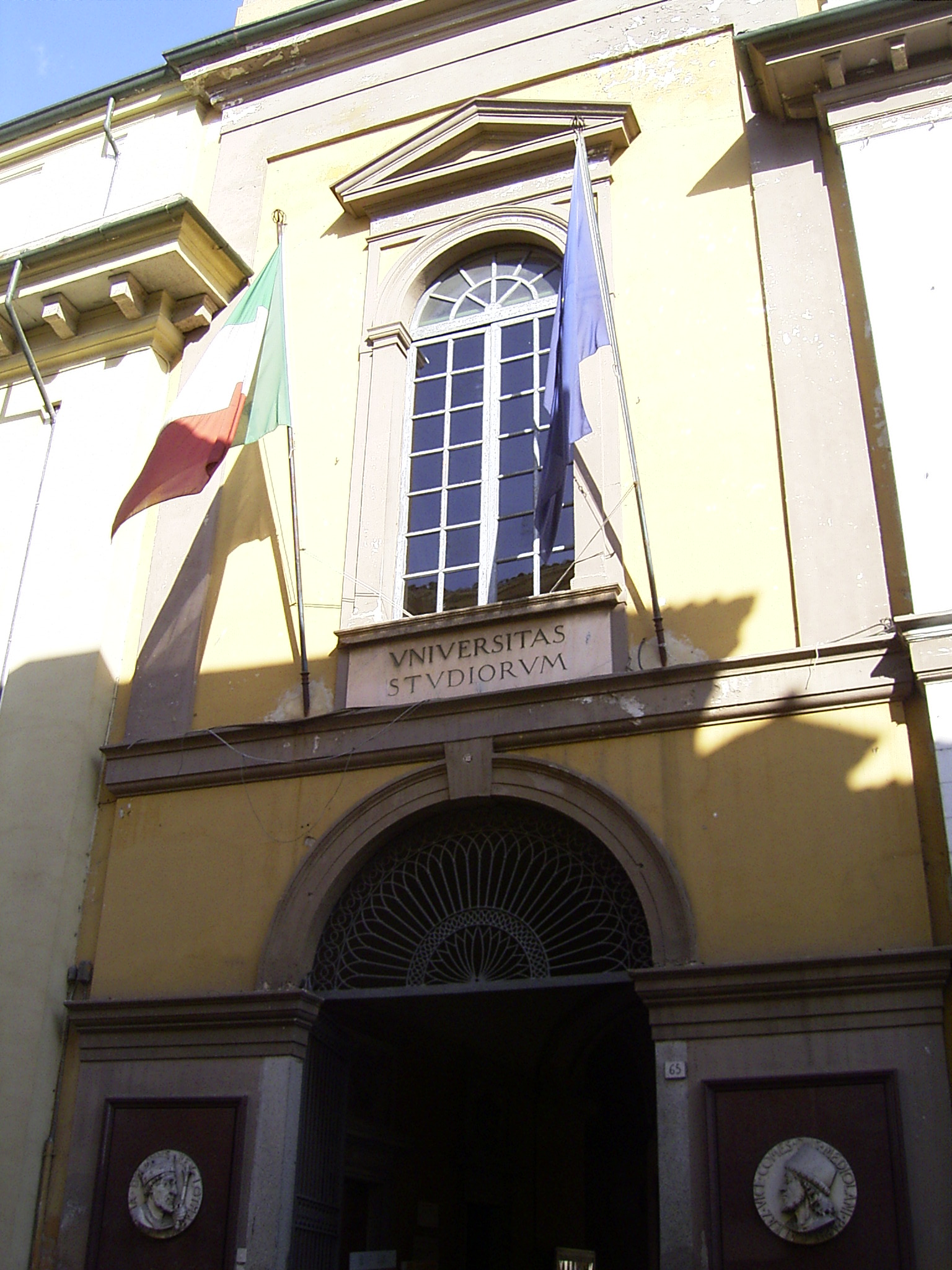
Intrarea principală a universității

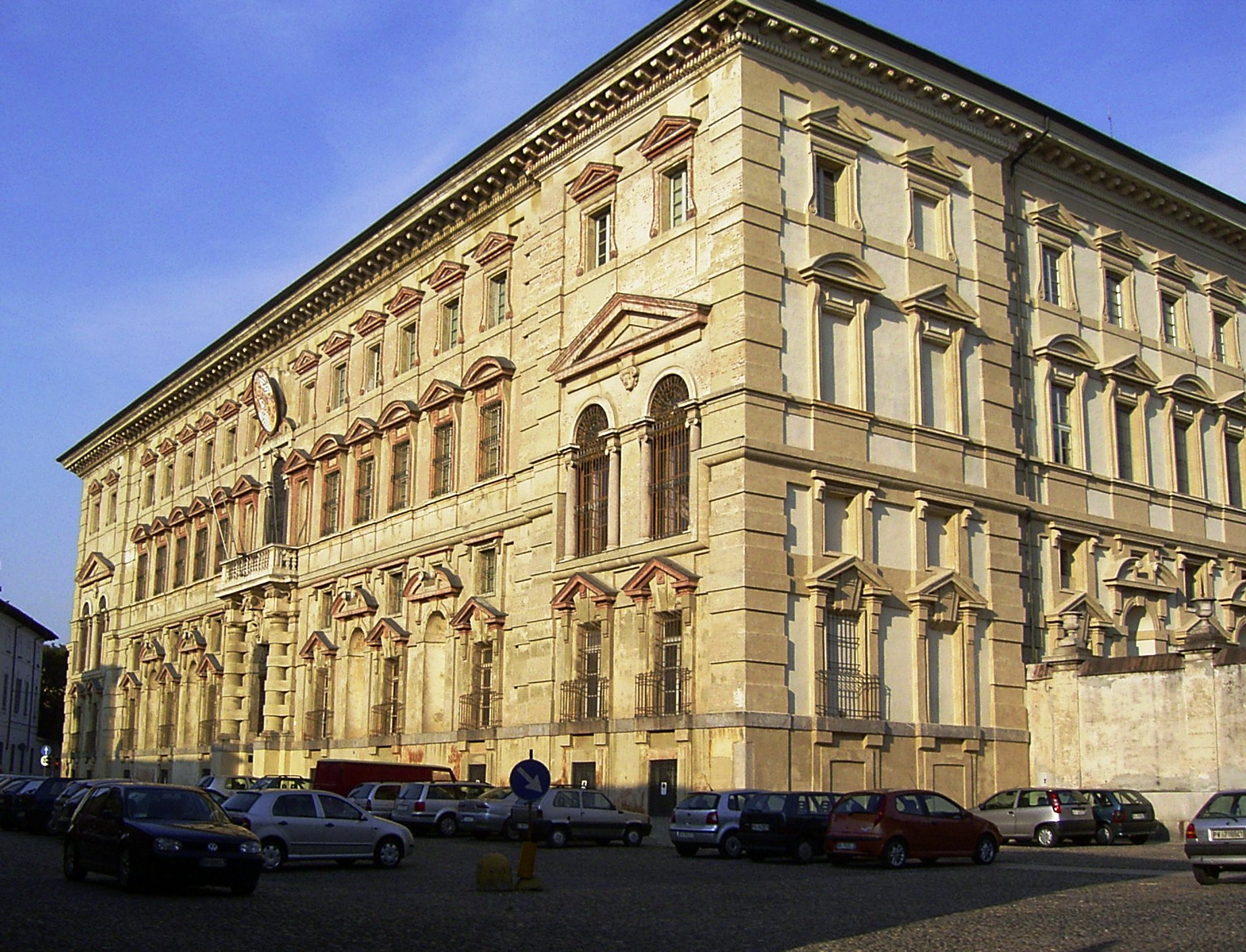
Colegiul Borromeo

Prima atestare documentară a unei forme organizate de învățământ superior în Pavia datează din 825, când împăratul carolingian Lothar I (818-855) emite un act în care se menționează existența unei școli de retorică. Aceasta moștenea tradiția unei școli de drept fondată de împăratul roman Teodosiu I în secolul al IV-lea. Această instituție, dedicată în principal dreptului ecleziastic și civil, precum și studiilor teologice, a fost apoi selectată ca prim centru educațional pentru nordul Italiei. Stabilită oficial ca Studium generale în 1361 de către împăratul Carol al IV-lea al Sfântului Imperiu Roman (1355-78), în același an instituției i-au fost recunoscute, de către papa Bonifaciu al IX-lea aceleași drepturi ca și pentru Universitatea din Bologna și cea din Paris.
Acest Studium generale a fost extins și renovat de către ducele de Milano, Gian Galeazzo Visconti (1385-1402), devenind singura universitate din Ducatul Milanului până la sfârșitul secolului al XVIII-lea. Prin diploma imperială din 1485, Studium generale din Pavia a primit oficial titlul de universitate.
În secolele următoare, trecând prin perioade de prosperitate dar și de adversitate, faima Universității din Pavia a crescut datorită calității procesului educațional, înregistrându-se un număr tot mai mare de studenți.
În 1858, universitatea a fost scena unor intense proteste studențești împotriva Imperiului Austriac care stăpânea nordul Italiei (Regatul Lombardia-Veneția). Autoritățile au răspuns prin închiderea temporară a universității. Incidentele de la Pavia au fost tipice pentru valul de demonstrații naționaliste care a cuprins toată peninsula italică în perioada imediat premergătoare unificării Italiei.
De-a lungul istoriei sale, Universitatea din Pavia a beneficiat de prezența a numeroși oameni de știință și literați distinși, care au scris lucrări celebre sau au făcut descoperiri importante: matematicianul Girolamo Cardano (n. Pavia, 1501-1576), fizicianul Alessandro Volta (profesor la catedra de filozofie naturală, 1769-1804), poetul Ugo Foscolo (profesor la catedra de elocvență, 1809-1810). Trei câștigători ai Premiului Nobel, au studiat sau au predat la Pavia: medicul Camillo Golgi, chimistul Giulio Natta și fizicianul Carlo Rubbia. De asemenea, și Ernesto Teodoro Moneta, singurul italian care a primit Premiul Nobel pentru Pace (în 1907) a studiat la Universitatea din Pavia.
În prezent, universitatea continuă să ofere o gamă largă de cursuri disciplinare și inter-disciplinare. Activitatea de cercetare se desfășoară în departamente, institute, clinici, centre și laboratoare, în strânsă asociere cu instituții publice și private, precum și cu întreprinderi industriale.

## Organizare
Universitatea are optsprezece departamente:
- Departamentul de Chirurgie Clinică, Diagnostic și Pediatrie
- Departamentul de Medicină Internă și tratament Medical
- Departamentul de Medicină Moleculară
- Departamentul de Sănătate Publică și Medicină Legală
- Departamentul de Neuroștiințe
- Departamentul de Farmacie
- Departamentul de Biologie și Biotehnologie "Lazzaro Spallanzani"
- Departamentul de Chimie
- Departamentul de Matematică
- Departamentul de Fizica
- Departamentul de Pământ și Științe ale Mediului
- Departamentul de Inginerie Civilă și Arhitectură
- Departamentul de Industrială și Ingineria Informației
- Departamentul de Economie și Management
- Departamentul de Drept
- Departamentul de Științe Sociale și Politice
- Departamentul de științe Umaniste
- Departamentul de Muzicologie

## Limbi de predare
- Italiană - cele mai multe dintre cursurile de la Universitatea din Pavia sunt predate în limba italiană.
- Engleză - un ciclu de masterat și șapte diplome de master sunt oferite în limba engleză:

1. Ciclu de studii cu durata de șase ani, finalizat cu licența în Medicină și Chirurgie
2. Diplomă de Master în Biologie moleculară și Genetică (MBG)
3. Diplomă de Master în Inginerie electronică
4. Diplomă de Master în Inginerie informatică
5. Diplomă de Master în domeniul automatizărilor industriale
6. Diplomă de Master în Economie și Afaceri Internaționale (MIBE)
7. Diplomă de Master în Economie, Finanțe și Integrare Internațională (MEFI)
8. Diplomă de Master în Politica Mondială și Relații Internaționale

## Profesori și absolvenți notabili
| - Mario Ageno, fondator al școlii de biofizică italiene - Cesare Beccaria Bonesana, jurist și filosof - Eugenio Beltrami, matematician - Girolamo Cardano, matematician, filozof și medic - Luigi Luca Cavalli-Sforza, genetician - Alfonso Giacomo Gaspare Corti, medic și om de știință - Baldus de Ubaldis, jurist - Contardo Ferrini, jurist - Ugo Foscolo, scriitor, poet și revoluționar - Guglielmo Gasparrini, botanist și micolog - Carlo Goldoni, dramaturg și avocat | - Camillo Golgi, premiul Nobel pentru medicină (1906) - Papa Martin al V-lea - Ernesto Teodoro Moneta, jurnalist, premiul Nobel pentru pace (1907) - Giulio Natta, premiul Nobel pentru chimie (1963) - Gian Domenico Romagnosi, jurist, filosof și economist - Carlo Rubbia, premiul Nobel pentru fizică (1984) - Antonio Scarpa, medic și om de știință - Lazzaro Spallanzani, biolog - Lorenzo Valla, umanist și filolog - Mario Vegetti, istoric și filozof - Alessandro Volta, fizician, inventatorul primei pile electrice |

## Doctorihonoris causa
| - Karl Alexander Müller - Altiero Spinelli - Herbert Simon - Agostino Casaroli - Richard von Weizsäcker - Carlo Azeglio Ciampi - Sandro Molinari - Carlo Cipolla - Paul Janssen | - Riccardo Muti - Robert E. Kahn - Ryuzo Yanagimachi - John Heilbron - Erwin Neher - Jacques Le Goff - Alain Carpentier - Paolo Rossi - Amartya Sen |

## Medaglia Teresiana
Medaglia Teresiana este un titlu de recunoaștere academică, care marchează intrarea unui profesor la Universitatea din Pavia. Acest titlu poate fi, de asemenea, atribuit de rectorul universității unor persoane remarcabile care au sprijinit în mod deosebit Universitatea din Pavia. În mod tradițional decernarea acestei medalii se face în prima sau a doua zi a unui nou an universitar. Printre cei distinși cu Medaglia Teresiana se numără și Giorgio Napolitano (președinte al Italiei între 2006-2015).

## Puncte de interes
- Orto Botanico dell' Università di Pavia, grădina botanică a universității
- Muzeul de Istorie al Universității din Pavia
- Muzeul de Istorie Naturală (Pavia)